# مانوک بیگ
مانوک بیگ (ارمنی: {{{1}}}; انگلیسی: Manuc Bei؛ ۱۷۶۹ – ۱۸۱۷) بازرگان، دیپلمات و میخانه دار ارمنی‌تبار اهل امپراتوری عثمانی بود. وی تاجر غلات بود.

## زندگی‌نامه
وی با نام اصلی مانوک مارتیروسی میرزایان (به انگلیسی: Մանուկ Մարտիրոսի Միրզայան) در ۱۷۶۹ در روسه به دنیا آمد. در سال ۱۸۰۳ درجه بویار توسط Constantine Ypsilanti شاهزاده والاچیا به وی اعطا گردید. وی در ۱۸۱۷ در سن ۴۸ سالگی بر اثر یک حادثه درگذشت و در کلیسای ارمنی در کیشیناو به خاک سپرده شد..